# Museo Postal de Andorra
El Museo postal de Andorra (en catalán: Museu Postal d'Andorra) es un museo del Principado de Andorra dedicado a la historia del correo postal de ese país europeo.
Antiguamente ubicado en la Era del Raser, al lado del Museo Casa de Areny-Plandolit, en la Calle Mayor de Ordino (Carrer Major d'Ordino), actualmente es un museo digital. Se puede consultar la colección filatélica digitalizada, la historia de las comunicaciones en Andorra, el proceso de elaboración y de impresión de los sellos o las peculiaridades del sistema postal andorrano, entre otros temas relacionados con el mundo del correo.